# Забайкалье

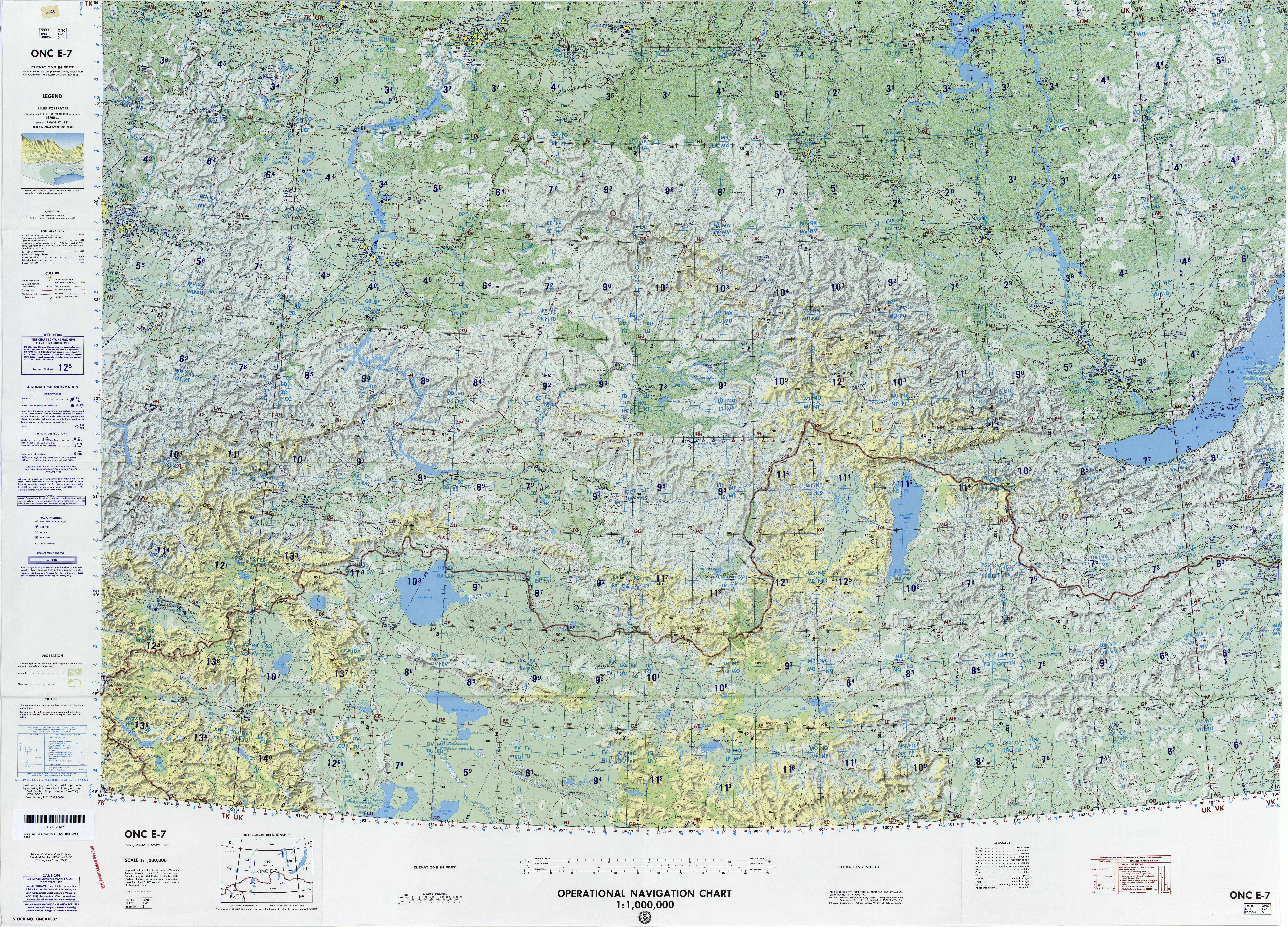

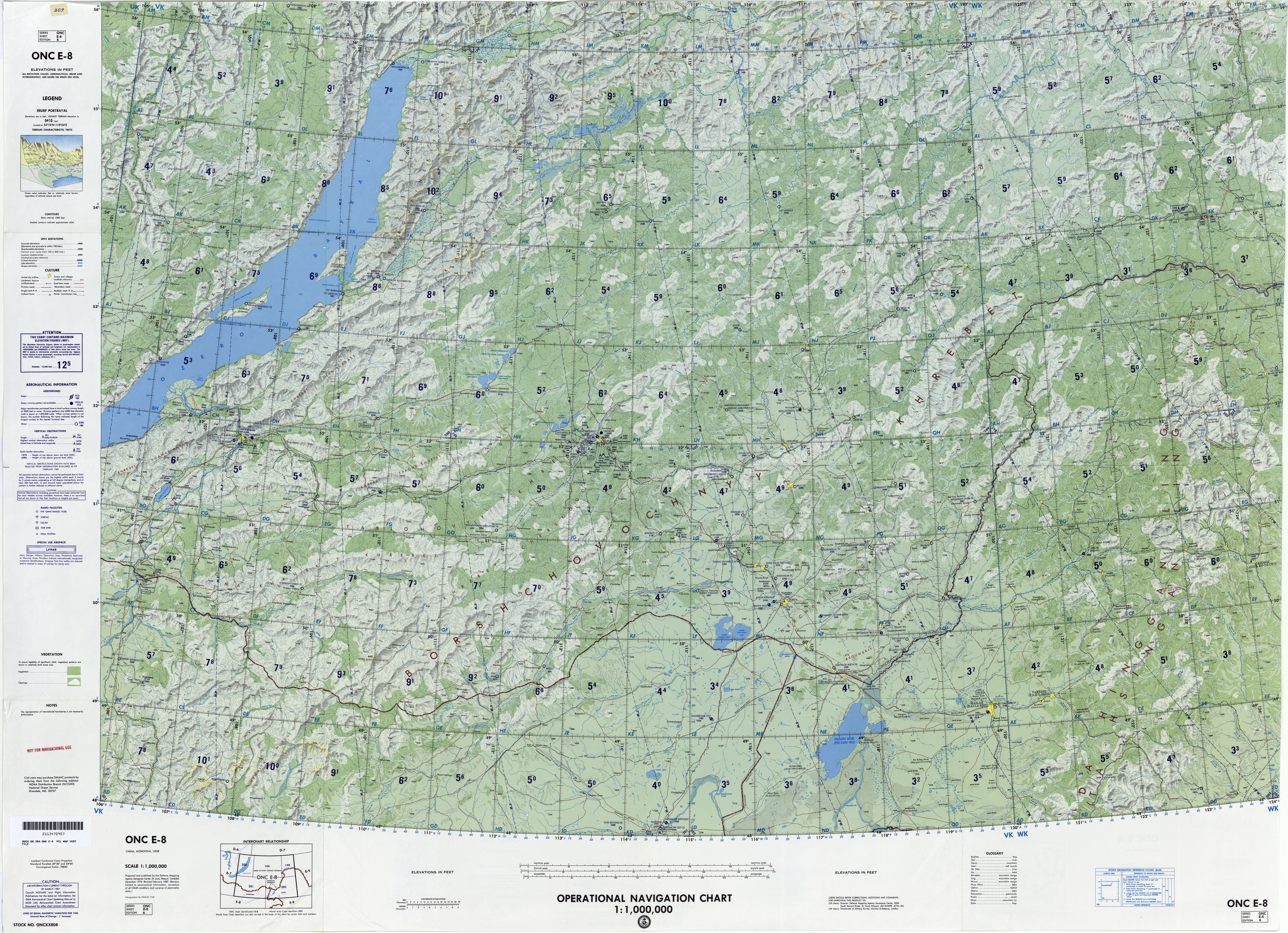

Забайка́лье — историко-географическая область в России на юго-востоке Восточной Сибири и юго-западе Дальнего Востока, к югу и востоку от озера Байкал. Здесь расположены Забайкальский край, бо́льшая часть Бурятии и часть Слюдянского района Иркутской области. Протяжённость с запада на восток, от юго-западной оконечности Байкала до слияния рек Шилки и Аргуни — около 1200 км. Протяжённость с севера на юг от Патомского и Северо-Байкальского нагорий до государственной границы России с Монголией и Китаем — до 1000 км.
Рельеф Забайкалья определяется чередованием высокогорных хребтов Хамар-Дабана, Джидинского и Баргузинского в западной части, переходящими к востоку и югу в среднегорные хребты (Малханский, Яблоновый, Черского, Даурский, Могойтуйский, Борщовочный, Нерчинский, Шилкинский, Аргунский, Олёкминский Становик, Витимское плоскогорье и др.) и межгорных котловин (Гусиноозёрская, Баргузинская, Верхнеангарская и др.). В северном Забайкалье расположены сильно расчленённые высокогорные хребты Станового нагорья с ледниками.
Климат резко континентальный (+ Сибирский антициклон). Зимы продолжительные и суровые. Средние январские температуры от −23 °C на юге до −33 °C на севере и юго-востоке, зарегистрированный абсолютный минимум — −58 °C.
Лето тёплое, в высокогорье прохладное. Средние июльские температуры от 10 °C до 20 °C в котловинах, от 5 °C до 7 °C в горах на высотах порядка 2500 м. Максимальная летняя температура доходит до 40 — 45 °C в среднем в Июне и в начале Июля.
Количество осадков возрастает с юго-востока на северо-запад и от котловин (300 мм) к вершинам хребтов (до 1000 мм в год).
Реки Забайкалья относятся к бассейнам Амура, Лены и Байкала, наиболее крупные из них — Витим, Олёкма, Селенга, Джида, Шилка, Аргунь.
Значительная часть Забайкалья относится к зоне тайги, граничащей на юге с лесостепями и сухими степями. Горно-котловинный рельеф обуславливает переплетение горизонтальной зональности и высокогорной поясности ландшафтов. Низкогорья и равнины юго-восточного Забайкалья и часть котловин заняты злаково-разнотравными степями. Окраины межгорных котловин и нижняя часть горных склонов до 1200 м покрыты горной лесостепью (берёзовые, лиственничные и осиновые леса перемежаются участками степей), от 1200 до 1900 м располагается горная тайга с преобладанием даурской лиственницы. Встречается кедр сибирский, выше 1600 м начинаются заросли кедрового стланика, лишайниковая тундра, в южной части Забайкалья — лиственнично-берёзовые и сосновые леса.
Животный мир Забайкалья очень богат. Помимо типичных для степей грызунов, в лесах обитают копытные, пушные и другие животные. Очень разнообразно представлены крупные хищники, помимо повсеместно распространённых волков, росомах и медведей, в Забайкалье встречаются тигры, основной ареал которых находится восточнее.
В Забайкалье находятся Забайкальский национальный парк, Байкальский, Баргузинский, Сохондинский и Даурский заповедники.
Геология Забайкалья чрезвычайно богата. Имеются уже разрабатываемые горно-рудные месторождения. Но также есть много разведанных, но не исследованных месторождений полезных ископаемых.